# Knapik István
Knapik István (Budapest, 1950. július 12. –) magyar labdarúgó, hátvéd.

## Pályafutása
1963-ban kezdett futballozni az Erzsébeti VTK-ban. 1969-től a katonaideje alatt Kaposváron szerepelt 1971 végéig. 1972-től a Tatabánya játékosa lett. A Tatabányai Bányász csapatában mutatkozott az élvonalban 1973. március 18-án a Salgótarján ellen, ahol csapata 2–1-es vereséget szenvedett. 1973 és 1981 között 213 bajnoki mérkőzésen lépett pályára és hat gólt szerzett. Tagja volt az 1980–81-es idényben ezüstérmet szerzett csapatnak. Utolsó élvonalbeli mérkőzésen a Ferencvárostól 3–0-s vereséget szenvedett csapata. 1981 nyarán a Doroghoz igazolt, majd az Oroszlány és a Nyergesújfalu játékosa lett.

## Sikerei, díjai
- Magyar bajnokság
  - 2.: 1980–81
- NB II
  - 3.: 1981–82